# Rhaunen
Rhaunen est une municipalité allemand de Rhénanie-Palatinat.

## Monuments et lieux touristiques
L'orgue de l'église fut fabriquée par la famille Stumm.

## Personnalités liées à la commune
- Albin Edelhoff (1887-1974), Peintre

## Jumelages
- Drebach (Allemagne)
- Saint-Valérien (France) depuis le 18 octobre 1970